# Populus intramongolica
Populus intramongolica är en videväxtart som beskrevs av T.Y. Sun och E.W. Ma. Populus intramongolica ingår i släktet popplar, och familjen videväxter. Inga underarter finns listade i Catalogue of Life.